# Lomo Nord
Lomo Nord este o comună din departamentul Toumodi, regiunea Bélier, Coasta de Fildeș.